# Parastasia intermedia
Parastasia intermedia är en skalbaggsart som beskrevs av Ohaus 1938. Parastasia intermedia ingår i släktet Parastasia och familjen Rutelidae. Inga underarter finns listade i Catalogue of Life.